# Othmar Schoeck
Othmar Schoeck (Brunnen, municipio de Ingenbohl, 1 de septiembre de 1886 - Zúrich, 8 de marzo de 1957) fue un compositor y director de orquesta suizo.

## Trayectoria
Hijo del pintor Alfred Schoeck, Othmar Schoeck se dedicó a la música después de haber estudiado pintura durante un breve periodo. Trabajó en el Conservatorio de Zúrich, después pasó algún tiempo en Leipzig donde estudió con Max Reger. A su regreso a Suiza, emprendió una intensa actividad práctica en el campo musical: dirigió diferentes coros en Zúrich y fue sobre todo el director de orquesta de los «Conciertos sinfónicos de Saint Gall», título que conserva durante muchos años. Esta ocupación sustituyó poco a poco lugar a la actividad creadora. 
Escribió numerosas obras vocales e instrumentales, ocho óperas (la más importante, Penthesilea, 1927, se estrenó últimamente en varias ciudades de Alemania y Suiza) y ciclos de lieder (por ejemplo Lebendig begraben para barítono y orquesta, 1927, o Notturno para barítono y cuarteto de cuerda, 1933). 
Para su ópera El castillo Durante en 1943 viajó a Berlín en plena guerra lo que le provocó problemas por posibles asociaciones con el régimen nazi, pero Schoeck ni siquiera fue simpatizante.
Fue el primero a quien se concedió, en 1945, el Premio de los compositores de la «Association des Musiciens suisses».
En tanto que uno de los maestros del lied en lengua alemana, fue el representante de un género que expresa musicalmente los sentimientos y las atmósferas más sutiles e íntimas de un poema. Compuso más de 400 canciones.

## Obras

### Obras para escena
- Erwin und Elmire op. 25, partes musicales para el Singspiel de Goethe (1916).
- Don Ranudo de Colibrados (primera representación: 16 de abril de 1919, Zúrich).
- Venus op. 32, ópera en tres actos Armin Rüeger, inspirada por la novela de Mérimée (primera representación: 10 de mayo de 1922, Stadttheater Zúrich).
- Penthesilea op. 39, ópera en un acto según la tragedia de Heinrich von Kleist (primera representación: 8 de enero de 1927, Staatsoper Dresde).
- Vom Fischer und syner Fru ("Del pescador y su mujer", primera representación: 3 de octubre de 1930, Staatsoper Dresde).
- Massimilla Doni op. 50 opera en 4 actos y 6 escenas con un de Armin Rüeger basado en la novela homónima de Honoré de Balzac (primera representación: 2 de marzo de 1937, Staatsoper Dresde).
- Das Schloss Dürande op. 53, ópera en 4 actos; libreto de Hermann Burte con base en la novela de Joseph von Eichendorff (primera representación: 1 de abril de 1943, Staatsoper Berlín).

Recientemente han sido descubiertos fragmentos de una obra de juventud (Der Schatz im Silbersee, una ópera según Karl May). Las partes conservadas de esta obra han sido grabadas y el CD ha sido añadido a la «Jahrbuch der Karl-May-Gesellschaft 2005».

### Obras para piano
- Zwei Klavierstücke, Op. 29
- Ritornelle und Fughetten, Op. 68

### Música de cámara
- Violin Sonata in D Major, Op. 16
- Violin Sonata in E Major, Op. 46
- Violin Sonata in D Major, WoO 22
- Cello Sonata, WoO 47
- String Quartet #1 in D Major, Op. 23
- String Quartet #2 in C Major, Op. 37
- String Quartet Movement in D Major, WoO 75
- Sonata for Bass Clarinet and Piano, Op. 41
- Andante for Clarinet and Piano

### Música sinfónica
- Violin Concerto in B Flat Major, Op. 21
- Serenade for small Orchestra, Op. 1
- Serenade for Oboe, English Horn and Strings, Op. 27
- Prelude for Orchestra, Op. 48
- Summernight for String Orchestra, Op. 58
- Suite in A flat Major for String Orchestra, Op. 59
- Concerto for Cello and String Orchestra, Op. 61
- Festlicher Hymnus for Orchestra, Op. 64
- Concerto for Horn and String Orchestra, Op. 65

### Música incidental
- Erwin and Elmire, songs & incidental music for 4 solo voice and Orchestra, Op. 25
- Das Wandbild, Op. 28
- Der Schatz im Silbersee

### Óperas
- Don Ranudo de Colibrados, Op. 27
- Venus, Op. 32
- Penthesilea, Op. 39
- Massimilla Doni, Op. 50
- Das Schloss Dürande, Op. 53

### Música coral
- Vom Fischer un syner fru (Cantana), Op. 43
- Eichendorf Cantana, Op. 49
- Maschinenschlacht, Op. 67a
- Gestutzte Eiche, Op. 67b
- Seeli for Men’s Choir
- Postillon for Men’s Choir and Orchestra
- Zimmerspruch for Men’s Choir